# Höhere Kulturschule Telšiai
Die Höhere Kulturschule Telšiai (lit. Telšių aukštesnioji kultūros mokykla) war eine Höhere Schule für Kulturbildung in der Rajongemeinde Telšiai, Litauen. Heute gibt es hier die Fakultät Telšiai des Kollegs Niederlitauens. Die Studiengänge sind Musikpädagogik, Tanzpädagogik, Tourismus und Freizeitmanagement, Sozialarbeit, Management von kulturellen Aktivitäten. Früher konnte man auch diese Berufe studieren: Bibliothekar, Regisseur, Fachlehrer der Ethnokultur, Choreograf, Kultur- und Bildungsmitarbeiter.
Die Adresse der Kulturschule ist Muziejaus g. 29, LT-87356, Telšiai.

## Geschichte
Die Kulturschule Telšiai (lit. Telšių kultūros mokykla) wurde 1975 in Sowjetlitauen errichtet. Ab 1982 lehrte Vytautas Kleiva (1959–2015) als Musiklehrer, der heutige Bürgermeister von Telšiai. Ab 1989 gab es die Höhere Kulturschule Telšiai (Telšių aukštesnioji kultūros mokykla). 1991/1992 wurde die Kulturschule zur Höheren Schule für angewandte Kunst Telšiai integriert und bestand bis 2003 als die Abteilung für Pädagogik.
2003 wurde sie zur Fakultät für Künste und Pädagogik von Kolleg Niederlitauens. Nach der Akkreditierung des Kollegs und der neuen Satzung wurde sie zur Fakultät Telšiai unter der Leitung von Dekanin Ballettmeisterin Janina Reinienė (* 1955) und Prodekanin Jurgita Venclovienė. Am 8. Oktober 2003 wurde die Höhere Schule für angewandte Kunst Telšiai aufgelöst.

## Direktor
- 1979–1984: Aleksandras Šidlauskas (* 1939), Literatur und Bildungsbeamter[13]
- 1984–1986: Antanas Beliukevičius (* 1939), Ballett-Choreograf, Pädagoge und Ballettmeister[14]
- 1986–1992: Romualdas Sipavičius (* 1949), Pädagoge, Direktor der „Minijos“-Mittelschule Žarėnai bei Telšiai[15]